# Pteranodon
Pteranodon („bezzubé křídlo“) patří k nejznámějším ptakoještěrům (pterosaurům). Žil v několika druzích koncem období křídy (asi před 86 až 84 miliony let) na území dnešních USA (Kansas, Wyoming, Alabama, Nebraska a Jižní Dakota). Byl objeven a popsán v roce 1876 americkým paleontologem O. C. Marshem.

## Popis
S rozpětím křídel kolem 6 až 7 metrů se tento druh řadí mezi největší známé ptakoještěry. Jen kratší spodní čelist měří například 1,25 m. Na rozdíl od starších druhů pterosaurů byl Pteranodon již zcela bezzubý (čemuž odpovídá také jeho název). Na hlavě měl výrazný dlouhý výrůstek, který byl výrazně větší u samců a mohl sloužit ke kormidlování za letu nebo udržování stabilní polohy ve vzduchu.

## Paleoekologie
Pteranodoni zřejmě lovili ryby přímo u hladiny moří nedaleko pobřeží. Fosilie ukázaly, že pteranodoni žili v blízkosti Velkého vnitrozemského moře a občas se stávali kořistí mořských živočichů (například žraloků rodu Squalicorax a Cretoxyrhina).
Podle některých výzkumů byli obří ptakoještěři velmi efektivními letci, schopnými urazit vcelku až kolem 16 000 kilometrů, a to při průměrné rychlosti asi 130 km/h po dobu 7 až 10 dnů (což se však týká spíše rodu Quetzalcoatlus a některých dalších azhdarchidů).

## Pteranodon v populární kultuře
Patří k velmi populárním pravěkým živočichům a sehrál důležitou roli například ve filmech Jurský park 3, Ztracený svět: Jurský park, a také v televizních programech BBC Pronásledován dinosaury (Chased by Dinosaurs) a Mořské příšery (Sea Monsters).

## Galerie

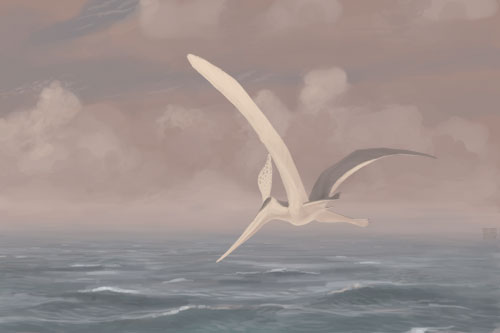
Pteranodon sternbergi (model)
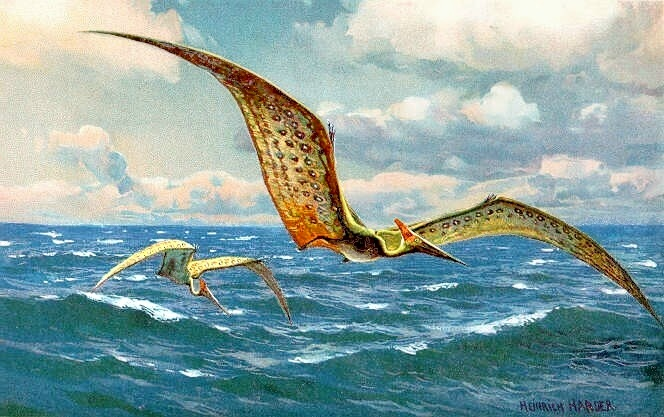
Zastaralá rekonstrukce Heinricha Hardera z roku 1916
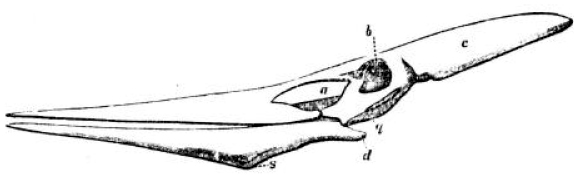
Detail lebky, katalog britského muzea (1888)